# شهرستان یوچینگ
شهرستان یوچینگ (به لاتین: Yuqing County) یک شهرستان‌های جمهوری خلق چین در چین است که در زونیای واقع شده‌است.